# Bleekwal
De Bleekwal is een straat buiten het historisch centrum van Bredevoort. De straat begint als aftakking van de Roelvinkstraat en loopt in een haakse hoek weer naar de Roelvinkstraat.

## Geschiedenis
Vroeger lag hier het oostelijke glacis voor bastion Stoltenborg. Deze bestond uit een grote schuine wal gericht op het oosten en was daardoor ideaal om het wasgoed op te bleken. De glacis die hier lag werd in de volksmond daarom ook de Bleekwallen genoemd, hetgeen verklaart hoe deze straat aan haar naam is gekomen. Hier was vroeger de Topsbleeke van Bredevoort. De singel en de Slingebeek liepen hier langs waar het wasgoed in gewassen werd. Aan de Slingebeek stond vroeger het Witte washuusken. Er stond in 1859 een grote blekerij, en kleinere blekerijen aan de Slingebeek. Van de singel was in de jaren 70 van de 20e eeuw niet veel meer overgebleven dan een verzand slootje, maar werd in die tijd weer wat verbreed en uitgediept tot de "vijvers" die tegenwoordig tussen de Bleekwal en Pater Jan de Vriesstraat liggen. De straat en wijk zijn in de jaren 70 van de 20e eeuw gebouwd.
Ambthuiswal · Ambtshof · Bastionstraat · Bleekwal · Boterstraat · Frederik Hendrikstraat · Ganzenmarkt · Gasthuisstraat · Hozenstraat · Izermanstraat · Kerkstraat · Kleine Gracht · Kloosterdijk · Koppelstraat · Kruittorenstraat · Landstraat · Markt · Muizenstraat · Officierstraat · Pater Jan de Vriesstraat ·  Prins Mauritsstraat · Prinsenstraat · Roelvinkstraat · Stadsbroek · Stationsweg · Vismarkt · 't Walletje · 't Zand